# Панютин, Всеволод Фёдорович
Все́волод Фёдорович Паню́тин (1833—1895) — русский военачальник, генерал-лейтенант (1890), герой Русско-турецкой войны 1877—1878 годов, во время которой его брат Степан был главным уполномоченным Российского Красного Креста на Балканах.

## Биография
Из потомственных дворян, дворянского рода Панютины. Родился 20 января (1 февраля) 1833 года, сын члена Государственного совета Российской империи генерала от инфантерии Фёдора Сергеевича Панютина от брака с Надеждой Евграфовной, урождённой Мерлиной. Брат Всеволода Фёдоровича Степан (1822—1885), тайный советник, в 1863—1868 годах был Виленским губернатором.
В пятилетнем возрасте Всеволод был записан в пажи Императорского Двора и в 1844 году принят в Пажеский Его Императорского Величества корпус, из которого выпущен 13 августа 1852 года прапорщиком в Лейб-гвардии Преображенский полк.
С началом Восточной войны Панютин находился в составе войск, охранявших южное побережье Балтийского моря от возможной высадки англо-французов (был участником военной кампании 1854 года); 6 декабря 1854 года произведён в подпоручики гвардии. В 1855 году за отличие по службе награждён орденом Св. Станислава 3-й степени.
30 августа 1855 года Панютин перешёл в стрелковый полк штабс-капитаном и 30 августа 1856 года был произведен в капитаны. 14 января 1857 года он был переведён обратно в гвардию поручиком и 17 апреля 1862 года произведен в штабс-капитаны гвардии; в 1860 году получил орден Св. Анны 3-й степени.
Был участником Польской кампании 1863 года. 19 апреля 1864 года, за отличие по службе, Всеволод Панютин был удостоен чина капитана гвардии и вслед за тем был назначен уездным военным начальником в город Лиду. В 1864 году был награждён орденом Св. Станислава 2-й степени.
В 1866 году состоял в распоряжении графа Муравьёва-Виленского и был членом Высочайше утверждённой комиссии по поводу покушения Каракозова на императора Александра II. В этом же году награждён орденом Св. Владимира 4-й степени.
30 августа 1867 года Панютин был произведён в полковники, 23 октября 1868 года вышел в отставку и затем служил по выборам губернского дворянства.
11 августа 1873 года он снова вступил в военную службу и 30 августа назначен командиром 105-го пехотного Оренбургского полка. В 1874 году награждён орденом Святой Анны 2-й степени.
С открытием в 1877 году кампании против турок В. Ф. Панютин был переведен в Дунайскую армию и 10 сентября 1877 года назначен командиром 63-го пехотного Углицкого полка. По взятии Плевны, Панютин некоторое время исполнял обязанности коменданта этого города и готовил полк к переходу через Балканы.

В ночь на 27 декабря полковник Панютин, спустившись с полком с Иметлийского перевала, занял деревню Иметли без боя. После перехода через Балканы Всеволод Фёдорович Панютин участвовал в бою под Шейновым и за отличие был 31 января 1878 года награждён орденом Св. Георгия 4-й степени: 
…в воздаяние за отличие, оказанное в бою с турками, 28 декабря 1877 года, у деревни Шейнова, где, во главе полка, вскочил первый со знаменем в руках в турецкий редут.
В. В. Верещагин послал телеграмму его родным: «Полковник Панютин за свою блистательную атаку может быть назван героем дня шейновского боя», а М. Д. Скобелев сказал «Панютин — это бурная душа!».
В ночь с 6 на 7 января 1878 года петербургскими уланами был обнаружен на дороге из Хаскова в Харманли громадный турецкий обоз под прикрытием пехоты и вооружённых жителей. С рассветом 7-го января генерал Скобелев 2-й двинул туда полковника Панютина с Углицким полком, 11-м стрелковым батальоном и двумя орудиями. В 12 верстах от Харманли Панютин настиг неприятеля в числе 6 таборов и массу вооружённых жителей, и, после двухчасового жаркого боя, разбил и рассеял турок и овладел всем обозом.
Кроме того, за отличие во время русско-турецкой войны, Панютин был награждён в 1878 году орденом Св. Владимира 3-й степени с мечами. 18 февраля 1878 года он был назначен командующим Кексгольмским гренадерским полком. 17 апреля 1879 года Панютин, за отличие в сражении под Плевной 28 ноября 1877 года, был произведён в генерал-майоры со старшинством со дня подвига. 24 мая того же 1879 года ему была пожалована Золотая сабля с надписью «За храбрость».
С 4 августа 1883 года Панютин командовал 1-й бригадой 3-й гвардейской пехотной дивизии, с оставлением в должности командира Кексгольмского гренадерского полка; в том же году награждён орденом Св. Станислава 1-й степени.
25 ноября 1884 года он был назначен состоять для поручений при командующем войсками Варшавского военного округа, а в следующем году зачислен в списки 63-го пехотного Углицкого полка. В 1887 году награждён орденом Св. Анны 1-й степени. 17 января 1890 года назначен командующим 5-й пехотной дивизией, a 8 июня того же года перемещён на ту же должность в 11-ю пехотную дивизию, и 30 августа того же года, с производством в генерал-лейтенанты, утверждён в должности.
Скончался Всеволод Фёдорович Панютин 12 января 1895 года в своём имении Забороль под Луцком в Волынской губернии и был погребен на территории Свято-Троицкого собора в городе Луцке.

## Награды
чины и звания в награду:
- Чин капитана гвардии (1864)
- Чин генерал-майора (17.04.1879, за боевые отличия, со старшинством с 28.11.1877)
- Чин генерал-лейтенанта (1890)

ордена:
- Орден Святого Станислава 3-й степени (1855)
- Орден Святой Анны 3-й степени (1860)
- Орден Святого Станислава 2-й степени (1864)
- Орден Святого Владимира 4-й степени (1866)
- Орден Святой Анны 2-й степени (1874)
- Орден Святого Георгия 4-й степени (1878), за отличия под Шейновым
- Орден Святого Владимира 3-й ст. с мечами (1878)
- Орден Святого Станислава 1-й степени (1883)
- Орден Святой Анны 1-й степени (1887)

наградное оружие:
- Золотое оружие (сабля) с надписью «За храбрость» (1879)

благоволение монарха:
- Высочайшее благоволение (1890)

медали:
- «В память войны 1853—1856 годов» на Владимирской ленте (светло-бронзовая, 1856)
- «За усмирение польского мятежа» (светло-бронзовая, 1865)
- «В память русско-турецкой войны 1877—1878 годов» (светло-бронзовая, 1878)
- «В память коронации императора Александра III» (тёмно-бронзовая, 1884)

Иностранные награды:

ордена:
- австрийский орден Железной короны 3-го класса (1860)
- прусский орден Красного орла 4-го класса (1860)
- прусский орден Короны 3-го класса (1864)
- австрийский орден Железной короны 2-го класса (1878)
- австрийский орден Франца Иосифа 1-го класса (1881), — Большой Крест, лента-перевязь и нагрудная звезда

прочие:
- золотая, бриллиантами украшенная табакерка, пожалованная Императором Австрийским (1885)